# Leonard Smith

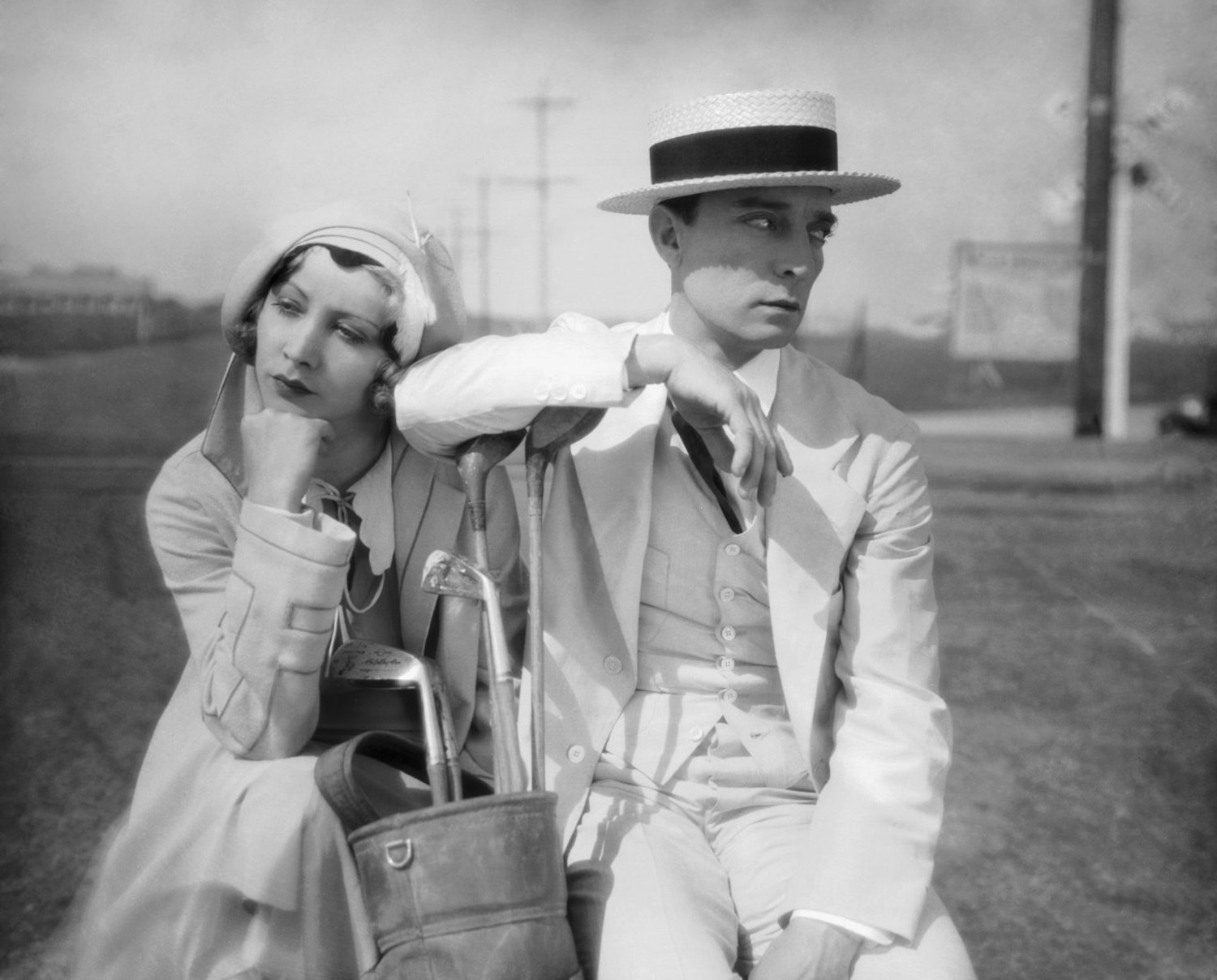
Charlotte Greenwood et Buster Keaton, dans Buster se marie (1931)

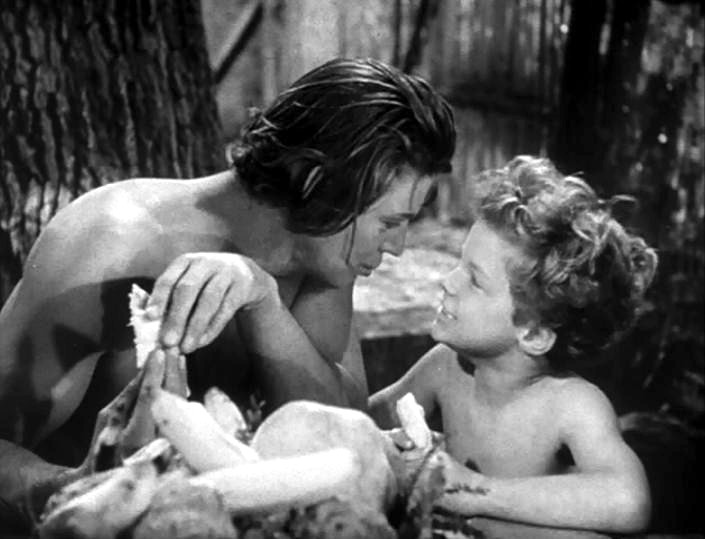
Johnny Weissmuller et Johnny Sheffield, dans Tarzan trouve un fils (1939)

Leonard Smith, né le 19 avril 1894 à New York (État de New York), mort le 20 octobre 1947 à Beverly Hills (Californie), est un directeur de la photographie américain, membre de l'ASC.

## Biographie
Leonard Smith né dans l'arrondissement de Brooklyn à New York. Il débute comme chef opérateur sur un film muet sorti en 1915 (The Battle Cry of Peace) et contribue en tout à soixante-treize films américains (y compris une quinzaine muets, dont des courts métrages de Norman Taurog), les deux derniers sortis en 1946.
Au nombre des réalisateurs qu'il assiste, citons Clarence Brown (ex. : Jody et le Faon en 1946, son dernier film, avec Gregory Peck et Jane Wyman), Edward Buzzell (ex. : Un jour au cirque en 1939, avec les Marx Brothers), Edward Sedgwick (ex. : Buster se marie en 1931, avec Buster Keaton), ou encore Richard Thorpe (ex. : Tarzan trouve un fils en 1939, avec Johnny Weissmuller et Maureen O'Sullivan).
Dans les années 1940, il obtient quatre nominations à l'Oscar de la meilleure photographie, dont un gagné en 1947 (quelques mois avant sa mort) pour Jody et le Faon.
Membre de l'American Society of Cinematographers (ASC), il en est le président de 1943 à 1947.

## Filmographie partielle
- 1915 : The Battle Cry of Peace de James Stuart Blackton et Wilfrid North
- 1916 : For a Woman's Fair Name de Harry Davenport
- 1924 : Jonah Jones de Fred Hibbard (court métrage)
- 1926 : Careful Please de Norman Taurog (court métrage)
- 1927 : Howdy Duke de Norman Taurog (court métrage)
- 1928 : Always a Gentleman de Norman Taurog (court métrage)
- 1929 : So This Is College de Sam Wood
- 1929 : The Idle Rich de William C. de Mille
- 1930 : Le Metteur en scène (Free and Easy) d'Edward Sedgwick
- 1930 : Pension de famille (Caught Short) de Charles Reisner
- 1930 : Buster s'en va-t-en guerre (Doughboys) d'Edward Sedgwick
- 1930 : They learned about Women de Jack Conway et Sam Wood
- 1931 : Stepping Out de Charles Reisner
- 1931 : Reducing de Charles Reisner
- 1931 : Parlor, Bedroom and Bath d'Edward Sedgwick (+ version française alternative, Buster se marie , de Claude Autant-Lara et Edward Brophy)
- 1931 : Buster millionnaire (Sidewalks of New York) de Jules White et Zion Myers
- 1932 : Hold 'Em Jail de Norman Taurog
- 1932 : Prospérité (Prosperity) de Sam Wood
- 1933 : So This Is Africa d'Edward F. Cline
- 1933 : Eskimo de W.S. Van Dyke
- 1934 : You Can't Buy Everything de Charles Reisner
- 1934 : Le Mystère du rapide (Murder in the Private Car) de Harry Beaumont
- 1936 : Les Poupées du diable (The Devil-Doll) de Tod Browning
- 1936 : Le Défenseur silencieux (Tough Guy) de Chester M. Franklin
- 1936 : Tarzan s'évade (Tarzan Escapes) de Richard Thorpe
- 1937 : Thoroughbreds Don't Cry d'Alfred E. Green
- 1937 : Married before Breakfast d'Edwin L. Marin
- 1937 : Dangerous Number de Richard Thorpe
- 1937 : London by Night de Wilhelm Thiele
- 1938 : Trois Hommes dans la neige (Paradise for Three) d'Edward Buzzell
- 1938 : Marie-Antoinette (Marie Antoinette) de W.S. Van Dyke
- 1939 : Trafic d'hommes (Stand Up and Fight) de W.S. Van Dyke
- 1939 : Un jour au cirque (At the Circus) d'Edward Buzzell
- 1939 : Maisie d'Edwin L. Marin
- 1939 : Four Girls in White de S. Sylvan Simon
- 1939 : Tarzan trouve un fils (Tarzan finds a Son !) de Richard Thorpe
- 1940 : La Tempête qui tue (The Mortal Storm) de Frank Borzage
- 1940 : Chercheurs d'or (Go West) d'Edward Buzzell
- 1940 : The Ghost Comes Home de Wilhelm Thiele
- 1940 : The Golden Fleecing (en) de Leslie Fenton
- 1941 : Chagrins d'amour (Smilin' Through) de Frank Borzage
- 1941 : Billy the Kid le réfractaire (Billy the Kid) de David Miller
- 1941 : Design for Scandal de Norman Taurog
- 1942 : Croisière mouvementée (Ship Ahoy) d'Edward Buzzell
- 1942 : Sept Amoureuses (Seven Sweethearts) de Frank Borzage
- 1943 : Fidèle Lassie (Lassie come Home) de Fred M. Wilcox
- 1943 : La jeunesse s'amuse (Best Foot Forward) d'Edward Buzzell
- 1944 : Le Grand National (National Velvet) de Clarence Brown
- 1944 : Broadway Rhythm de Roy Del Ruth
- 1946 : Le Courage de Lassie (Courage of Lassie) de Fred M. Wilcox
- 1946 : Jody et le Faon (The Yearling) de Clarence Brown

## Récompenses et distinctions

### Récompenses
- Oscar de la meilleure photographie (catégorie couleur) :
  - En 1947, pour Jody et le Faon (récompense partagée avec Charles Rosher et Arthur E. Arling).

### Nominations
- Oscar de la meilleure photographie (à chaque fois, dans la catégorie couleur) :
  - En 1942, pour Billy the Kid le réfractaire (nomination partagée avec William V. Skall) ;
  - En 1944, pour Fidèle Lassie ;
  - Et en 1946, pour Le Grand National.